# Takahiro Koga
Takahiro Koga (japanisch 古賀 貴大 Koga Takahiro; * 11. März 1999 in der Präfektur Saga) ist ein japanischer Fußballspieler.

## Karriere
Takahiro Koga erlernte das Fußballspielen in der Collegemannschaft des Kyushu Sogo Sports College. Seinen ersten Profivertrag unterschrieb er im Februar 2019 bei V-Varen Nagasaki. Der Verein aus Nagasaki, einer Stadt in der Präfektur Nagasaki, spielte in der dritten japanischen Liga, der J3 League. Bis Ende 2020 kam er in der dritten Liga nicht zum Einsatz. Im Januar 2021 wechselte er zu Albirex Niigata (Singapur). Der Verein ist ein Ableger des japanischen Zweitligisten Albirex Niigata, der in der ersten singapurischen Liga, er Singapore Premier League, spielt. Sein Erstligadebüt gab Takahiro Koga am 13. März 2021 im Heimspiel gegen Hougang United. Hier stand der Torwart in der Startelf und spielte die kompletten 90 Minuten. Am Ende der Saison 2022 feierte er mit Albirex die singapurische Meisterschaft. Nach 48 Ligaspielen unterschrieb er im Januar 2023 einen Vertrag beim japanischen Drittligisten SC Sagamihara.

## Erfolge
Albirex Niigata (Singapur)
- Singapurischer Meister: 2022